# Die Ärzte
Die Ärzte ist der Name einer deutschsprachigen Band aus Berlin. Sie gehört neben der Band Die Toten Hosen zu den kommerziell erfolgreichsten deutschen Musikgruppen mit Wurzeln im Punkrock.
Gegründet wurde die Band im Jahr 1982, im Jahr 1988 wurde sie aufgelöst. Seit der Wiedervereinigung 1993 besteht sie aus Farin Urlaub (bürgerlich Jan Vetter), Bela B (bürgerlich Dirk Felsenheimer) und Rodrigo González.

## Bandgeschichte

### 1982–1986: Gründungsjahre
Dirk Felsenheimer („Bela B.“, heute punktlos „Bela B“) und Jan Vetter (Farin Urlaub) lernten sich 1980 in der Diskothek Ballhaus Spandau kennen. Da dem Gitarristen von Felsenheimers damaliger Punkband, Soilent Grün, die Gitarre gestohlen worden war, ersetzte Farin dessen Position. Als sich die Band nur ein Jahr später auflöste, gründeten Felsenheimer und Vetter zusammen mit dem Bassisten Sahnie (bürgerlich Hans Runge) „Die Ärzte“. Nach eigenem Bekunden wählten sie den Bandnamen aus keinem bestimmten Grund. Ihr erstes Konzert gaben die Ärzte im September 1982 in einem besetzten Haus am Heinrichplatz (seit 2022 Rio-Reiser-Platz) in Kreuzberg, kleinere Fernsehauftritte und der Gewinn des mit 10.000 DM dotierten Rock-Wettbewerbs des Berliner Senats schlossen sich an. Mit Hilfe des Preisgeldes nahmen die Ärzte die Mini-LP Uns geht’s prima… auf, die im Jahr 1984 unter dem Berliner Label Vielklang veröffentlicht wurde. Durch einen Hinweis des damals auch im Bandmanagement arbeitenden Jim Rakete nahm die CBS Schallplatten GmbH die Ärzte unter Vertrag.

Aktuelles Bandlogo

Die Band sollte erst einmal eine EP aufnehmen. Anhand dieser wollte die Plattenfirma die Konditionen des Vertrags aushandeln. Allerdings nahmen die Ärzte in der ihnen zur Verfügung gestellten Zeit ein ganzes Album, Debil, auf, um damit die Plattenfirma zu beeindrucken. Es stellt den ersten größeren Erfolg der Band dar und gilt heute als ihr Durchbruchsalbum.
Im Frühling 1984 hatten die Ärzte mehrere Konzerte in der Schweiz, organisiert von der Vorband Der böse Bub Eugen (im Totentanz Basel, in der Roten Fabrik Zürich und im Fasskeller Schaffhausen). Um eine anschließende finanzielle Durststrecke zu überwinden, spielten die Ärzte in dem deutschen Spielfilm Richy Guitar mit, in dem Vetter, Felsenheimer und Runge die Rolle einer Band auf der Suche nach Erfolg verkörpern.
Im Jahr 1985 veröffentlichten die Ärzte ihr zweites Studioalbum Im Schatten der Ärzte, das auch erstmals die Charts erreichte. Bassist Sahnie steuerte zu diesem Album nur ein einziges Lied bei, Wie ein Kind, das eigentlich Micha Suurbier geschrieben hatte (Sahnie war damals das einzige Mitglied von Frau Suurbier, das in die GEMA eingetreten war, und galt somit als offizieller Autor des Liedes). Sahnie verschwieg dies Felsenheimer und Urlaub. Auch seine Bässe spielte Sahnie immer seltener ein, er überließ die Studioarbeit komplett Urlaub und Felsenheimer und dem damaligen Produzenten Micki Meuser. Das Album enthält zudem lediglich einen Song, auf welchem Bela B. Schlagzeug spielt (Käfer), der Rest wurde von Micki Meuser in seinem Beisein programmiert, was in einem sehr wuchtigen Sound resultierte (bestes Beispiel: Rennen, nicht laufen!).
Nur ein Jahr später, während der Produktion des dritten Albums Die Ärzte, verließ Sahnie wegen persönlicher Differenzen die Band. Urlaub und Felsenheimer hatten ihm immer häufiger den Vorwurf gemacht, er kümmere sich nicht ausreichend um die Musik und spiele nur noch der Groupies und des Geldes wegen in der Band. Zudem galt er als sehr unzuverlässig, da sein BWL-Studium viel Zeit verschlang und er darauf bestand, die Termine der Band deswegen nach ihm auszurichten. Als er Urlaub gegenüber Felsenheimers Rauswurf forderte und den Standpunkt vertrat, die Band brauche sein Gesicht, entbrannte ein Streit unter den Mitgliedern, in dessen Folge Sahnie im Juni 1986 aus der Band entlassen wurde.

### 1986–1988: Indizierungen, DDR und Auflösung
Bereits 1986 folgte die Veröffentlichung des dritten Studioalbums Die Ärzte, die Bass-Sequenzen des Albums wurden vom Produzenten Manfred Praeker eingespielt. Als Live-Bassist stieß Hagen Liebing alias „The Incredible Hagen“ zur Band. Am 27. Januar 1987 wurde das Album wegen des darauf enthaltenen Liedes Geschwisterliebe durch die BPjS indiziert. Außerdem wurde am 10. Juni 1987 das damals schon drei Jahre alte Debütalbum Debil wegen der Texte zu Claudia hat ’nen Schäferhund und Schlaflied indiziert. Der Karstadt-Konzern nahm nach der Indizierung der beiden Alben das ganze Programm der Band aus dem Sortiment; Fernsehauftritte gestalteten sich für die Ärzte in dieser Zeit zunehmend schwieriger. Ein finanzielles Desaster zeichnete sich ab, so dass bereits zu diesem Zeitpunkt in der Band erstmals über eine Auflösung nachgedacht wurde: Die Mitglieder besaßen keinerlei finanzielle Polster und sowohl die Einnahmen aus den CD- und LP-Verkäufen als auch die Erträge der GEMA-Rechteverwertung waren stark zurückgegangen.
Als Reaktion auf die Indizierung der Stücke veröffentlichten die Ärzte 1987 die Mini-LP Ab 18, die, neben einigen anderen, alle bislang indizierten Lieder enthielt, und forcierten somit (erfolgreich) eine erneute Indizierung eines ihrer Alben. Annähernd gleichzeitig versuchten sie sich auch wieder an einem regulären Studioalbum.
Mit Gehn wie ein Ägypter, einer Coverversion von Walk Like an Egyptian von The Bangles, erschien eine Single, die auch des Öfteren im Radio gespielt wurde. Doch die Aufnahmen zum nächsten Album liefen alles andere als erfolgreich, die Band schien ausgebrannt zu sein und kam nur mit mittelmäßigen Songs ins Studio. Als Reaktion darauf entschieden sie, ein Album aus vorwiegend alten Stücken zu produzieren und lediglich zwei von insgesamt sieben neuen Stücken und Gehn wie ein Ägypter aufzunehmen. So wurden einige nicht indizierte Lieder der Alben Debil und Die Ärzte auf dem Album erneut als Remixe und in anderen Versionen veröffentlicht.
Produzent war erstmals Uwe Hoffmann, der bis zum 2003er-Doppelalbum Geräusch alle weiteren Alben der Band produzieren sollte. Das Album nannten sie auch entsprechend einer Kompilation Ist das alles?
Allerdings missachteten die Ärzte auch die Indizierungsentscheidung der BPjM: Anlässlich eines Konzertes 1988 in Kleve spielten sie eine Instrumentalversion des Liedes Geschwisterliebe und wurden daraufhin durch das örtliche Amtsgericht in einem Strafverfahren wegen Verstoßes gegen die Indizierungsentscheidung zu einer Geldstrafe in Höhe von jeweils 1000 DM verurteilt. Tatsächlich hatten die Ärzte lediglich in der letzten Zeile des Stückes das Wort „Liebe“ mitgesungen. Nicht zuletzt ein inoffiziell gefertigtes Bootleg (und heute begehrtes Sammlerstück unter Ärzte-Fans) eines Konzertbesuchers in Kleve widerlegte die These des Amtsgerichts. Dennoch hatte die Band vorher die Zuschauer in ironischer Weise darum gebeten, den Text nicht mitzusingen, und ist wohl auch daher nicht gegen das Urteil vorgegangen. Live hatten die Ärzte zudem das Lied Claudia III gespielt, das als Provokation für die Bundesprüfstelle gedacht war: „Claudia“ hatte nun, anders als im indizierten Claudia hat ’nen Schäferhund, „christlichen Verkehr“. Generell lieferten sie zu Geschwisterliebe nur das Playback und ließen das Publikum singen, nicht ohne es vorher aufzufordern, Gegenteiliges zu tun.
In dieser Zeit entschieden Farin und Bela während eines Zypern-Urlaubs, die Band aufzulösen, auch wegen der Unzufriedenheit bei Ist das alles? – 13 Höhepunkte mit den Ärzten.
Obwohl die Ärzte aus dem damals geteilten Berlin stammen, haben sie erst spät versucht, auf dem ostdeutschen Musiksektor Fuß zu fassen. Wesentlichen Einfluss auf das Engagement in der DDR hatte der erklärte DDR-Freund und Neu-Bassist Hagen Liebing im Jahre 1986. So heißt es beispielsweise in der Danksagung des Albums Das ist nicht die ganze Wahrheit… ausdrücklich: „… alle Fans und Freunde in der DDR …“ Hagen war es auch, der erste Kassetten mit Musik der Band bespielte und in Ost-Berlin in Kaufhäusern, Restaurants und Jugendclubs vorführte. Aus diesem Engagement heraus wurde der damalige Jugendradiosender DT64 auf die Ärzte aufmerksam und arrangierte ein Interview, das zunächst jedoch nicht ausgestrahlt wurde. Bei einem zweiten Besuch in Ost-Berlin besuchten die Ärzte ein Konzert der Band ‚Die Anderen‘, und der Wunsch reifte, eine eigene Tournee durch die DDR zu veranstalten. Der damalige Manager der Band, Conny Konzack, arrangierte schließlich mit der staatlichen Plattenfirma Amiga die Veröffentlichung einer LP und einer Kurztournee, die insgesamt zehn Auftritte umfassen sollte. Im Einvernehmen mit Amiga wurde die LP Ist das alles? zur Veröffentlichung ausgewählt, einzelne Lieder wurden jedoch ausgetauscht. Den Regeln der Planwirtschaft folgend prognostizierte Amiga eine Auflage für die LP von 2000 Stück. Zur Veröffentlichung sollte es allerdings zunächst nicht kommen, da das erwähnte Radiointerview mit DT64 kurz darauf ausgestrahlt wurde und die Kulturbehörde daraufhin Album und Tour kurzerhand aussetzte. Im Jahr 1987 erschien dann jedoch, ohne Wissen der Ärzte, im Rahmen der sogenannten Quartett-Reihe eine EP mit dem Titel Die Ärzte auf Amiga, welche die vier Songs Zu spät, Gehn wie ein Ägypter, Radio brennt und Du willst mich küssen enthielt. Mit dem Fall der Berliner Mauer brach der Kontakt zwischen Columbia Records und Amiga ab. Aus späterer Sicht resümierte Bela B. 2001:

„Die DDR war passé und wir hatten uns aufgelöst. Im Nachhinein hätten wir mindestens einmal in Ost-Berlin spielen sollen.“

Die Auflösung der Band war zu diesem Zeitpunkt bereits beschlossen, Das ist nicht die ganze Wahrheit… sollte das letzte Studioalbum des Trios sein. Die Gerüchte um eine mögliche Trennung der Gruppe heizten erwartungsgemäß den Album- und Konzertticketverkauf stark an, die Singleauskopplung Westerland wurde ihr zunächst kommerziell größter Erfolg. Es folgte die Abschiedstour der Band, auf der die Mitschnitte zur Live-LP Nach uns die Sintflut aufgenommen wurden. Am 9. Juli 1988 schließlich fand in Westerland auf Sylt das vorläufig letzte Konzert der Ärzte statt. Noch im selben Jahr erschien das Dreifach-Livealbum als vorerst letzte geplante Veröffentlichung mit insgesamt 37 Stücken. Gegen den Willen der Plattenfirma wurde es zum Preis eines Doppelalbums verkauft.

### 1988–1993: Getrennte Wege
Nach der Auflösung erschien 1989 die LP Die Ärzte früher!, die neben alten Sampler-Beiträgen und Liedern der ersten Platten zwei zuvor unveröffentlichte Titel enthielt.
Von 1988 bis 1993 versuchten sich Farin und Bela mit den Bands King Køng und Depp Jones (erst „S.U.M.P.“), doch der kommerzielle Erfolg blieb in beiden Fällen aus. Dagegen verkauften sich die Platten der Ärzte in der Zeit der Trennung besser als in den Jahren zuvor, als die Band noch existierte, was sich laut Bela B. unter anderem mit den Fans aus der ehemaligen DDR erklären lässt, die nach der Wiedervereinigung die verpassten Platten nachkauften.
1990 trafen sich Bela und Farin noch einmal im Studio. Unter dem Pseudonym „Bela B. & Jan“ nahmen sie das Lied Wir brauchen… Werner als Soundtrack zum Film Werner – Beinhart! auf.

### 1993–2000: Neugründung
1993 beschlossen Bela B. und Farin Urlaub zusammen mit dem Depp-Jones-Gitarristen Rodrigo González am Bass die Neugründung der Band.
Ihre neue Plattenfirma suchten sie mit einer ganzseitigen Anzeige („Beste Band der Welt sucht Plattenfirma“) in der Zeitschrift Musik Markt. Die Ärzte entschieden sich schließlich für Metronome. Außerdem erwarb Bela bei der Beckenfirma Paiste einen Endorsement-Vertrag, der ihm das Equipment für Konzerte, Proben und Aufnahmen zusicherte. Durch Rodrigo lernte Farin Urlaub den Gitarrenbauer Thomas Harm kennen, der für ihn Gitarren nach seinen Vorstellungen als Unikate anfertigte. Es wurde das Album Die Bestie in Menschengestalt aufgenommen, mit dem die Rückkehr der Ärzte gelang. Die erste Singleauskopplung Schrei nach Liebe griff den aufkeimenden Rechtsextremismus im vereinten Deutschland auf. Zwischen Oktober 1993 und August 1994 spielten sie zunächst auf der Plugged-Tour und anschließend auf der namentlich an den Sat.1-Film-Film angelehnten Tour Tour insgesamt 155 Konzerte.
Es folgte 1994 das erste Best-of-Album Das Beste von kurz nach früher bis jetze mit vielen alten Liedern. Es wurden aber auch B-Seiten und einige Samplerbeiträge aus den 1980ern für das Jugendmagazin Moskito auf dem Doppelalbum zusammengefasst. Für das Kiss-Tributealbum Kiss My Ass nahm die Gruppe 1994 den Kiss-Titel Unholy mit in die deutsche Sprache übertragenem Text auf und flocht Elemente des Disco-Hits I Was Made for Lovin’ You mit ein. Diese Coverversion wurde auf der Limited Edition des Albums, die auf einer roten Schallplatte erschien, auch in den USA veröffentlicht.

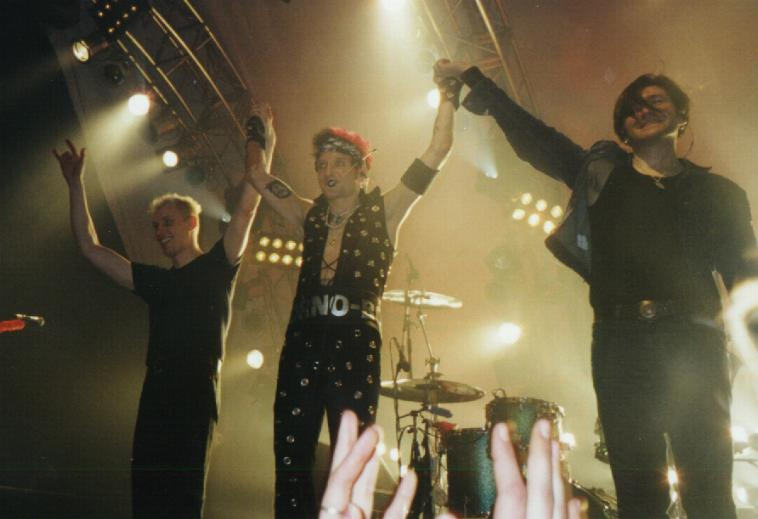
Die Ärzte live in Köln 1998

Das zweite Studioalbum nach der Reunion, Planet Punk, wurde am 18. September 1995 veröffentlicht. Um den Namen gab es zuvor eine lange Diskussion; das Ergebnis war ein Kompromiss, mit dem niemand wirklich zufrieden war. Allerdings löste der Name eine Diskussion aus, was die Ärzte eigentlich noch mit Punk zu tun hätten. Das Album selbst geriet um einiges punkiger und experimenteller als die vorherigen. Als Promotion wollten die Ärzte Plakatwände ohne jeglichen Text mit Nacktfotos von Bela B. und Farin Urlaub und einem völlig überbekleideten Rodrigo González bekleben. Die Idee wurde jedoch nicht umgesetzt. Die Nacktbilder wurden einige Jahre später für Konzerttickets benutzt.
Dem Album folgte dann schließlich die Tour Eine Frage der Ehre.
Im selben Jahr nahmen die Ärzte die EP 1, 2, 3, 4 – Bullenstaat! auf. Dieses aggressive Punk-Album, das Coverversionen von Wire und den Buttocks sowie eine Punkversion vom auf Debil enthaltenen Lied Paul enthält, war nur auf Konzerten und bei den Fanclubs käuflich zu erwerben und erschien zunächst ausschließlich als 7"-Vinyl-Album.
Nur ein halbes Jahr später erschien am 27. Mai 1996 das ursprünglich nur als EP geplante Konzeptalbum Le Frisur, das sich ausschließlich dem Thema Haare widmete. Es machte Planet Punk, das sich zu diesem Zeitpunkt immer noch in den Charts befand, erwartungsgemäß Konkurrenz, wurde aber von den Fans nicht so positiv aufgenommen wie sein Vorgänger.

Logo der HAR GmbH (Hot Action Records)

Parodie der Ärzte auf das Kopierschutzlogo der IFPI

Es folgte eine große Tour mit dem Titel Voodoo Lounge. Mit dem Titel persiflierten die Ärzte die Rolling-Stones-Tour. Die Tour-Videos Gefangen im Schattenreich von Die Ärzte und Noch mehr Gefangen im Schattenreich von Die Ärzte (Teil 2) erschienen noch im selben Jahr.
1996 ging außerdem für den Bassisten Rod und den Schlagzeuger Bela B. ein Traum in Erfüllung. Die Rockband Kiss startete eine Reunion-Tour und die Ärzte spielten in Deutschland und der Schweiz als deren Vorband. Auch 1997 schlossen sich weitere Konzerte als Vorband von Kiss an. Es folgte eine nicht beworbene Geheimtour unter dem Namen Ä live. 1997 wurde vom Label Gringo Records das Doppelalbum Götterdämmerung zu Ehren der Ärzte veröffentlicht, auf dem mehrere Künstler 34 Songs der Ärzte coverten.
Im Jahr 1998 wurde von der Band das Musiklabel Hot Action Records gegründet. Darunter veröffentlichte Tonträger sind frei von Kopierschutzmaßnahmen, da die Band solche als erheblichen Nachteil für den ‚ehrlichen Käufer‘ sieht. Abgesehen davon mache man sich mit der Verwendung eines umgehbaren Kopierschutzes lächerlich.
Das am 25. Mai 1998 erschienene Album 13 enthält die Singleauskopplung Männer sind Schweine, die die erste Nummer 1 in den deutschen Single-Charts war. Ende 1998 startete die Band die Geheimtour Paul. Die Attacke-Royal-Tour, die knapp 70 Konzerte umfasste, schloss sich an. Nach diesem Erfolg und der langen Tour stand die Band erneut kurz vor der Auflösung, da sich die Drei angeblich „einfach nicht mehr sehen konnten“.
In dieser Zeit brachen die Ärzte auch den Kontakt zur Bravo ab, da diese vermehrt Schmutzgeschichten, in denen Farin Urlaub als brutaler Schläger hingestellt wurde, abdruckte.
Nach einer kleinen Pause wurde aus Mitschnitten, die sie seit 1993 gesammelt hatten, das Live-Doppelalbum Wir wollen nur deine Seele zusammengestellt und am 11. November 1999 veröffentlicht.
Für Fanclubmitglieder der Ärzte gab es noch eine Live-Zugabe: Unter dem Titel Satanische Pferde veröffentlichten die Ärzte eine weitere CD, auf der neuere Aufnahmen vieler Titel vertreten waren, die bereits auf Nach uns die Sintflut als Liveversionen erschienen waren.

### 2000–2007
Im März und April 2000 folgte die Geheimtour Sie operieren wieder, auf der die Ärzte als Die Zu Späten auftraten. Bei zwölf Konzerten mit improvisierter Karaoke-Show mit dem Publikum kam es im Berliner SO36 in Kreuzberg zu einem gemeinsamen Konzert mit den Toten Hosen. Die Toten Hosen waren zu gleicher Zeit als Essen auf Rädern auf Clubtour. Ein zusätzlicher Auftritt als Revanche im Vorprogramm von Essen auf Rädern in Düsseldorf im TOR 3 folgte, bei dem beide Bands zusammen noch einige alte ZK-/Punk-Lieder spielten.
Das nächste Studioalbum Runter mit den Spendierhosen, Unsichtbarer! erschien am 23. Oktober 2000 in einer hellblauen Plüschtasche. Die Single Wie es geht kam bereits am 21. August auf den Markt und wurde vier Tage vorher live in der Harald Schmidt Show zu dessen Geburtstag vorgestellt.
Unter dem Namen Üben, Unsichtbarer! spielten die Ärzte am Aschermittwoch 2001 ein Internetkonzert in ihrem Proberaum, das via Live-Stream zusammen mit T-Online übertragen wurde. Fans konnten per Chat Liederwünsche abgeben. Ebenfalls 2001 erschien das Album 5, 6, 7, 8 – Bullenstaat!, das neben seinem Vorgänger von 1995, das fast ausschließlich aus Coverversionen deutscher Punkbands bestand, auch etwa zwanzig weitere Stücke enthielt. Auch diese Platte wurde ausschließlich auf Konzerten und per Fanclub verkauft.
Eher als Spaß gedacht, erschien am 5. März 2001 Yoko Ono als Single – das Lied selbst hat eine Laufzeit von nur 30 Sekunden. Das Video zur Single wurde mit seinen 45 Sekunden als kürzestes Musikvideo der Welt in das Guinness-Buch der Rekorde eingetragen. Im Sommer 2001 folgte die Tour Rauf auf die Bühne, Unsichtbarer!. Die Ärzte spielten neben Deutschland, Österreich und der Schweiz auch erstmals in Luxemburg und Italien, jeweils aber nur ein Konzert. Im Anschluss an das Tourabschlusskonzert in Westerland folgte im Herbst 2001 die Lesetour zur eigenen Biografie Ein überdimensionales Meerschwein frisst die Erde auf, die vom Ärzte-Fan und ehemaligen Fanclub-Leiter Markus Karg geschrieben wurde, durch Kinos in Deutschland, Österreich und der Schweiz.
Am 21. Juni 2002 gab die Gruppe auf dem Mariannenplatz in Berlin-Kreuzberg vor etwa 35.000 Zuschauern ihr 20-Jahre-Jubiläumskonzert mit dem Titel 15 Jahre netto. Der Konzerttitel war als Anspielung auf die Auflösung der Ärzte zwischen 1988 und 1993 zu verstehen. Für den Eintrittspreis von 7 Euro spielten die Ärzte ca. drei Stunden live vor dem Publikum die Höhepunkte der Bandgeschichte. Als Überraschungsgast trat Hagen Liebing bei der Performance von 2000 Mädchen am Bass auf und Diane Weigmann sang ihren Part bei Manchmal haben Frauen ….
Am 31. August desselben Jahres spielten die Ärzte im Hamburger Albert-Schweitzer-Gymnasium ein Unplugged-Konzert, das als MTV-Unplugged-Aufzeichnung mitgeschnitten wurde. Begleitet wurde die Band unter anderem vom dortigen Schulorchester, dem Schulchor sowie dem Percussionisten der Götz-Alsmann-Band, Markus Paßlick. Aus den Mitschnitten wurde am 4. November 2002 die LP Rock ’n’ Roll Realschule veröffentlicht, am 6. Dezember 2002 erschien die gleichnamige DVD.
Danach wurde es wieder ruhig um die Ärzte, Farin Urlaub ging zwischenzeitlich mit dem Farin Urlaub Racing Team auf Tour. Im März 2003 absolvierten die Ärzte unter dem Namen Nudo Tra I Cannibali (zu dt.: Nackt unter Kannibalen) eine Geheimtour mit zehn Auftritten namens Giocare Ai Birilli For Montagna Trasversale Giro Del Tedesco 2003 in kleinen Clubs quer durch Deutschland.
Am 29. September 2003 erschien das erste Studio-Doppelalbum der Band mit dem Titel Geräusch. Mit dem auch als Single ausgekoppelten Lied Deine Schuld schlugen die Ärzte erneut auch politische Töne an. Die Jenseits-der-Grenze-des-Zumutbaren-Tour mit der Hamburger Hip-Hop-Gruppe Fettes Brot als Vorband folgte; auf Grund der hohen Nachfragen gaben die Ärzte am Wochenende vom 18. bis 20. Juni 2004 in der Berliner Wuhlheide drei Zusatzkonzerte vor jeweils 20.000 Fans, wobei als Vorgruppe jeweils die Village People engagiert wurden. In Oberhausen schnitten die Ärzte auf der Tour die erste reguläre Live-DVD mit, die unter dem Titel Die Band, die sie Pferd nannten seit dem 23. August 2004 im Handel erhältlich ist. Vor der sich nun anschließenden Unrockstar-Tour machten die Ärzte wieder Urlaub. Das Abschiedskonzert wurde von den Ärzten vor 22.000 Menschen am 8. August 2004 in der Berliner Waldbühne gegeben.
Im Herbst 2004 erschien ein Liederbuch mit den Texten und Akkorden aller 262 veröffentlichten Titel. Im November folgte als Jahresabschluss die erste Die-Ärzte-Tour durch Südamerika. Unter anderem traten sie in Buenos Aires, Santiago de Chile und San Carlos in diversen Clubs als Vorgruppe von La Vela Puerca auf.
Seit dem 30. November 2004 steht außerdem das Album Debil nicht mehr auf dem Index. Das Gremium der Bundesprüfstelle für jugendgefährdende Medien (BPjM) befand nach einer erneuten Überprüfung, dass die Lieder Claudia hat ’nen Schäferhund und Schlaflied nicht mehr als jugendgefährdend einzustufen sind. Daher wurde die CD aus der Liste gestrichen und seither ist sie eingeschränkt im Handel erhältlich. Als Folge davon erschien am 21. Oktober 2005 das Album Devil, die Neuveröffentlichung des Albums Debil mit einigen Bonusstücken, unter anderem dem bisher unveröffentlichten Stück Füße vom Tisch.
Die Ärzte spielten im Jahre 2005 außerdem als Headliner beim deutschen Indierock-Doppelfestival Hurricane/Southside. Ende 2005 wurde ein Ringbuchordner mit dem Titel Die Ärzte: Notenfreund (Unterüberschrift: Noten – Der falsche Weg zum Punkrock) veröffentlicht. Er enthält die Texte, Gesangsmelodien und Gitarrengriffe aller Titel sortiert nach Alben. Der Ordner ist erweiterbar, so dass bei Neuveröffentlichungen neue Blätter nachgekauft werden können.
Im Folgejahr erschien am 6. Oktober ein weiteres Best-of-Doppelalbum mit dem Titel Bäst of, das in einer Metallbox ausgeliefert wird. Darauf zu hören sind alle veröffentlichten Singles seit 1993 sowie die zugehörigen B-Seiten.
Unter dem Titel Ärzte statt Böller fand am 31. Dezember 2006 ein ausverkauftes Silvesterkonzert im Kölner Rheinenergiestadion statt. Innerhalb von zwei Wochen waren alle Innenraum-Tickets vergriffen, insgesamt verfolgten ca. 45.000 Fans das Konzert in Köln-Müngersdorf. Der Filmproduzent und Regisseur Marc Schütrumpf produzierte die 45-minütige Dokumentation Ärzte statt Böller, welche die Band und ihre Crew bei der Vorbereitung zeigt und authentische Blicke hinter die Kulissen dieses besonderen Konzerts gewährt. Als Vorbereitung darauf fand am 29. Dezember 2006 in Berlin wieder ein Geheimkonzert unter dem Namen Die Ärzte, unter falschem Namen statt.

### 2007–2012

Logo der Es-wird-eng-Tour, angelehnt an das Verkehrszeichen 120

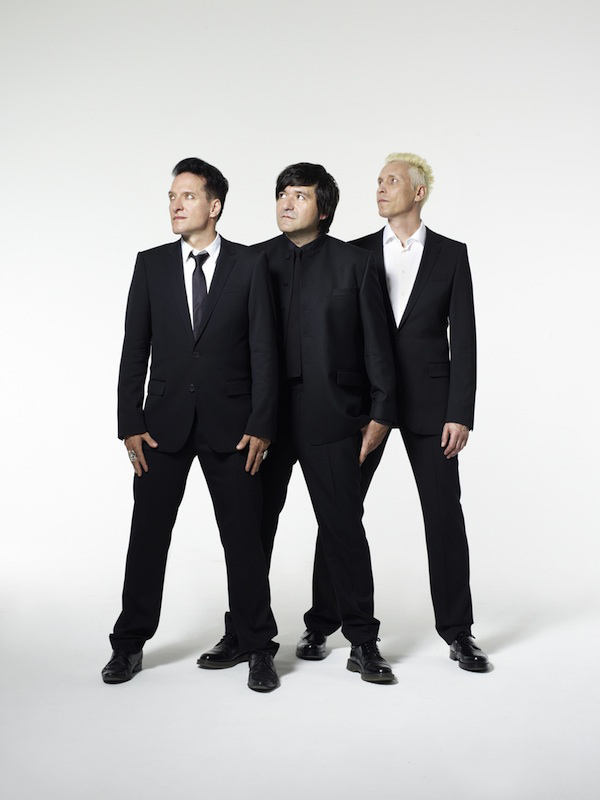
Pressefoto der Ärzte aus dem Jahr 2012

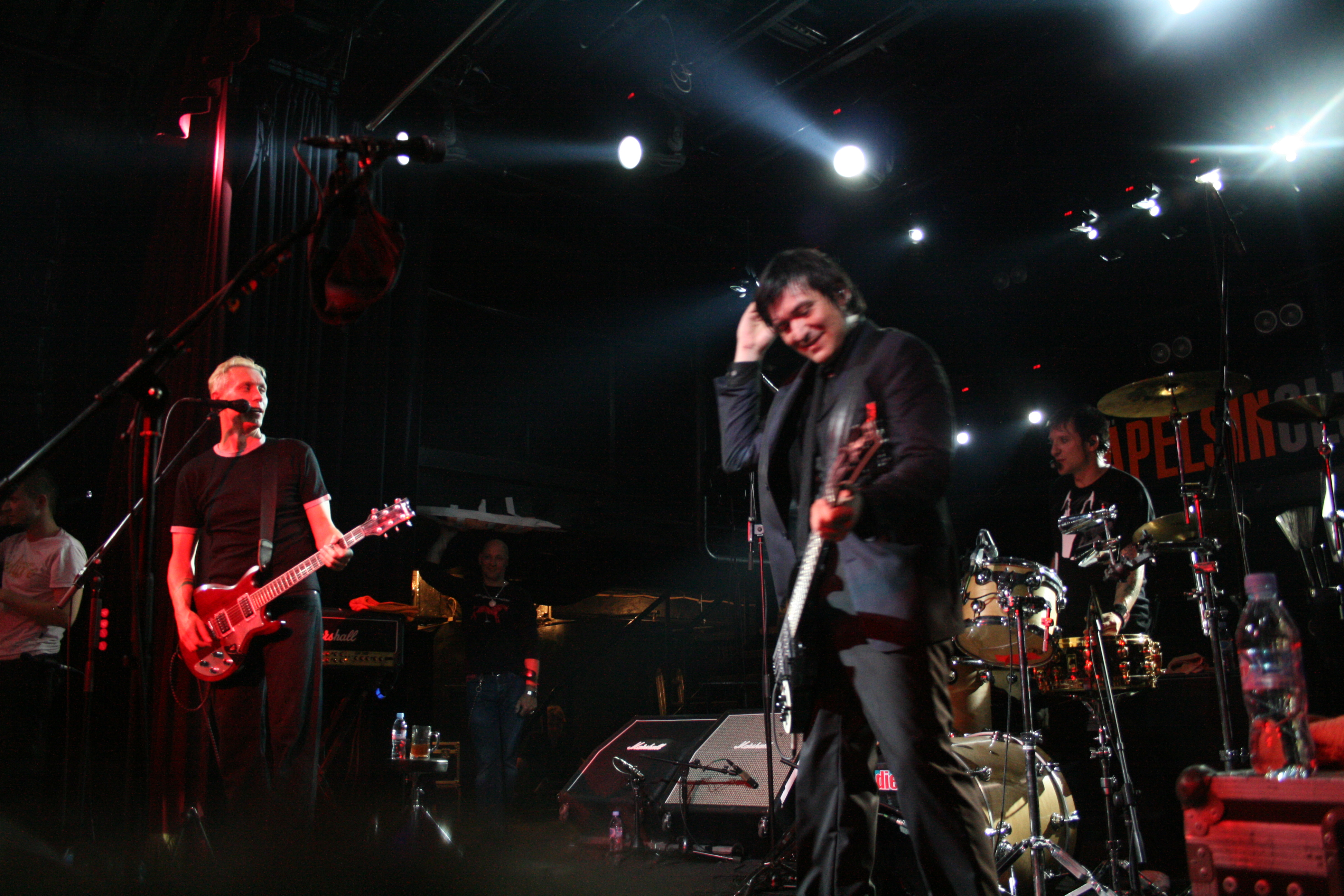
Die Ärzte live in Moskau am 17. Mai 2008 bei der Jazzfäst-Tour

Von April bis Juni 2007 nahmen die Ärzte ein neues Album auf, das beim Ärzte-statt-Böller-Konzert bereits angekündigt worden war. Die wieder in Berlin gemachten Aufnahmen für das Album Jazz ist anders unterbrachen sie nur für Auftritte bei Rock am Ring (als Headliner) und Rock im Park in Deutschland, beim Frequency Festival in Österreich und beim Open Air Gampel in der Schweiz, die die Flucht-aus-dem-Studio-Tour bildeten. Um ihren Fans einen Einblick in die Studioarbeit zu geben, wurde an jedem Studiotag jeweils ein kurzes Video auf der Ärzte-Website veröffentlicht.
Anfang Juni 2007 wurden die Termine für die Tour Es wird eng veröffentlicht. Viele Tourtermine waren bereits nach drei Wochen ausverkauft, woraufhin mehrere Zusatztermine angesetzt wurden. Auch wurde bekannt, dass die Band sich von ihrem langjährigen Produzenten Uwe Hoffmann, der seit 1987 (Ist das alles?) alle Ärzte-Veröffentlichungen produziert hatte, getrennt hatte und das folgende Album nun mit Unterstützung des TeamTonic (Mirko Schaffer, Oliver Zülch und Philipp Hoppen) aufgenommen wurde.
Anfang Oktober erschien die erste Single Junge aus dem angekündigten Album. Das Video hatte am 14. September auf MTV Premiere, allerdings in der aus Jugendschutzgründen von der Band selbst entschärften Version. Die unzensierte Version ist erst ab 22:00 Uhr im Fernsehen zu sehen. Der Single folgte am 2. November 2007 das neue Album Jazz ist anders, das die Band erstmals seit 1984 wieder selbst produziert hatte. Der Veröffentlichung folgte Ende 2007 die Es-wird-eng-Tour. Im Laufe des Jahres 2008 folgten die weiteren Singleauskopplungen Lied vom Scheitern und Lasse redn als dritte Singleauskopplung.
Mitte Mai 2008 startete in Moskau die Jazzfäst-Tour, die die Ärzte bis Ende August 2008 nicht nur durch den deutschsprachigen Raum, sondern auch nach Prag und Budapest führte. Des Weiteren spielten sie auf mehreren großen Festivals in Deutschland, Österreich und der Schweiz. Ebenfalls 2008 bekamen die Ärzte den Musikpreis Echo in der Kategorie Gruppe des Jahres Rock/Alternative (national) und die 1LIVE Krone für ihr Lebenswerk verliehen. Für den hohen Plattenverkauf von Jazz ist anders erhielten sie zudem einen World Music Award in der Kategorie Bester Künstler Deutschlands.
Am 16. April 2011 traten die Ärzte als Vorband von Bonaparte in der Columbiahalle in Berlin auf. Danach absolvierten sie unter dem Pseudonym Laternen-Joe eine Clubtour durch acht Städte in Deutschland, Österreich und der Schweiz.
Im November 2011 kündigte Ärzte-Manager Axel Schulz in einem offenen Brief an den Fanclub zum ersten Mal in der Band-Geschichte eine offizielle Pause an. Das kommende Album sowie die kommende Tour werde auf „unabsehbar lange Zeit“ die letzte gemeinsame Aktivität bleiben. Kurze Zeit später wurde angekündigt, dass der Fanclub nach der „DAS ENDE ist noch nicht vorbei TOUR 2012“ komplett eingestellt wird.
Am 19. Dezember 2011 spielten die Ärzte in der Dortmunder Westfalenhalle ein Konzert mit dem Titel XX-Konzert nur für Frauen. Am 20. Dezember folgte dann das XY-Konzert, an dem nur Männer teilnehmen durften.
Nach langer Zusammenarbeit trennte man sich 2011 von Artdirector Thomas „Schwarwel“ Meitsch, der seit 1993 alle grafischen Inhalte für sämtliche Veröffentlichungen der Ärzte sowie Farin Urlaubs Soloprojekt gestaltet hatte (Logos, Tonträger, Poster, Webseite, Merchandise). Neuer Grafiker wurde der Hamburger Felix Schlüter.
Eine neue EP mit dem Titel zeiDverschwÄndung erschien im März 2012, sie wurde am 21. März 2012 in der Harald Schmidt Show zum ersten Mal live präsentiert.
ZeiDverschwÄndung war die erste Single aus dem Album auch, das seit dem 13. April 2012 im Handel ist. Daraufhin folgte die Tour DAS ENDE ist noch nicht vorbei. Alle Konzerte dieser Tour – ausgenommen die Festival-Auftritte – wurden mitgeschnitten und am Ende der Show auf einem USB-Stick dem Publikum zum Kauf angeboten.
Der Auftritt am 24. Juni 2012 auf dem Hurricane-Festival in Scheeßel wurde von ZDF.kultur aufgezeichnet und ausgestrahlt. Im Verlauf der Tour wurde M&F aus dem Album ausgekoppelt und als Single mit zwei B-Seiten angeboten. Die Ärzte lösten sich beim letzten Konzert dieser Tour auf, um bei der bereits im Vorfeld angekündigten Das-Comeback-Tour ihr großes Comeback zu feiern. Am 26. Oktober 2012 erschien die neue Single Ist das noch Punkrock?, die als Split-Single vorgestellt wurde und auf der sich der Titeltrack und vier neu aufgenommene Stücke ihres Alter Ego Laternen Joe finden.

### 2013–2017: Band-Pause nach Tourneen
Für die Echo-Verleihung 2013, bei der die Ärzte dreifach nominiert waren, sagte die Gruppe ab, da sie nicht mit der Band Frei.Wild in einer Nominiertenliste stehen wollte. Frei.Wild wurde zwar von der Verleihung ausgeschlossen, doch die Ärzte blieben der Veranstaltung trotzdem fern.
Die Band war zweimal auf Tournee. Einmal auf der großen Open-Air-Tour Ärztivals; dabei trat unter anderem LaBrassBanda als Vorband auf. Außerdem wurden die Ärzte von Bonaparte, NOFX, Donots, Katzenjammer, UK Subs, Pascow, Kraftklub, Desorden Público, Triggerfinger, The Damned, The Godfathers, Dÿse, Sator und Danko Jones unterstützt. Das andere Mal auf der Tour Das Comeback ist noch nicht vorbei hatten die Ärzte auch Auftritte in Prag und Warschau, der geplante Auftritt auf dem Kubana-Festival in Anapa (Russland) wurde abgesagt.
Im Rahmen der Das-ENDE-ist-noch-nicht-vorbei-Tournee 2012 entstand eine Live-DVD mit dem Titel Die Nacht der Dämonen, welche am Freitag, den 13. September 2013, veröffentlicht wurde. Der dabei entstandene Tour-Film war am 26. August 2013 in allen UCI-Kinowelt-Kinos in Deutschland und Österreich exklusiv zu sehen.
Am 11. September 2015 erreichte das Lied Schrei nach Liebe, ausgelöst durch die Aktion Arschloch, genau 22 Jahre und einen Tag nach seiner Erstveröffentlichung erstmals Platz eins in den deutschen Singlecharts, nachdem es in der Vorwoche auf Platz 12 wiedereingestiegen war. Neben den Ärzten spendeten auch einige Anbieter wie Google, Amazon, Apple und Universal ihre Einnahmen an den Verkäufen.
Trotz ihrer Inaktivität in dieser Phase traten die Ärzte am 26. August 2016 unangekündigt auf dem Anti-Nazi-Festival Jamel rockt den Förster auf. Bela B war, zusammen mit Danube's Banks, regulär angekündigt worden. Im Anschluss an den Auftritt der Band Madsen spielten dann die Ärzte auf den Instrumenten von Madsen Schrei nach Liebe.
Am 25. September 2016 starb der Ex-Ärzte-Bassist Hagen Liebing in Berlin im Alter von 55 Jahren an den Folgen eines Hirntumors.

### Seit 2018: Comeback mit Auftritten und neuer Musik
Am 3. Juni 2018 wurde die Band als Headliner bei Rock Am Ring und Rock Im Park 2019, am 14. Juni 2018 als Headliner bei Nova Rock 2019 bestätigt. Knapp eine Woche später, am 9. Juni, traten die Ärzte dann überraschend bei einem Konzert der Beatsteaks in der Waldbühne in Berlin im Zugabenblock auf und spielten Hurra und Schrei nach Liebe.
Seit dem 16. November 2018 sind alle nicht indizierten Alben der Band auf Diensten zum Musikstreaming verfügbar. Das eigentlich indizierte Album Die Ärzte ist ebenfalls verfügbar, jedoch ohne den für die Indizierung ausschlaggebenden Song Geschwisterliebe. Davor war die Band auf keiner derartigen Plattform vertreten, was Farin Urlaub mit den Hungerlöhnen der Streaming-Dienste für die Musiker begründete.
Am 14. Dezember 2018 wurde die Kompilation Seitenhirsch veröffentlicht. Sie enthält das Gesamtwerk der Band auf 33 Audio-CDs und 11 Büchern mit exklusiven Demos und Bonusmaterial.
Seit Anfang 2019 mehrten sich Trennungsgerüchte rund um die Band. Am 5. Februar 2019 veröffentlichten die Ärzte ein Worträtsel auf ihrer Website, bei welchem bei korrekter Eingabe des Buchstabens je ein Songausschnitt angehört werden konnte. Anfänglich vermuteten viele Fans und Medien, dass die Lösung des achtstelligen Wortes Abschied lautet. Mit dem letzten Buchstaben am 18. März 2019 wurde jedoch das Wort Abstrakt aufgedeckt. Kurz nach Mitternacht veröffentlichten die Ärzte dann einen neuen Song mit dem Titel Abschied auf YouTube. Kulturjournalist Kai Löffler bezeichnete das Verhalten der Band als effektive Marketingstrategie. Er vermutet, dass in naher Zukunft ein Album mit dem Titel Abschied analog zum neu veröffentlichten Song erscheinen werde.
Am 30. April 2019 lud die Band auf YouTube das Video zum Song Rückkehr hoch, der zusammen mit dem Song Abschied am 1. Mai 2019 als Mini-EP unter dem Namen Drei Mann – Zwei Songs veröffentlicht und ausschließlich als Download zur Verfügung gestellt wurde.
Neben vier Festivalauftritten in Deutschland, Österreich und der Schweiz, gingen die Ärzte ab 16. Mai 2019 auf „Miles&More“-Europatour und traten dabei in zehn Clubs in zehn Ländern auf. Die Tour war nach wenigen Stunden restlos ausverkauft.
Anfang November 2019 kündigten die Ärzte ein neues Album und eine Tour unter dem Namen In The Ä Tonight für das Jahr 2020 in 15 Städten, darunter zwei Konzerte in Österreich und eines in der Schweiz, an. Der Vorverkauf begann am Nachmittag des 14. November 2019, die Tickets waren bereits nach wenigen Minuten ausverkauft. Kurze Zeit später wurden weitere elf Termine für Zusatzkonzerte veröffentlicht – auch diese Tickets waren jeweils nur wenige Minuten später vergriffen. Aufgrund der COVID-19-Pandemie wurde die Tour zuerst um ein Jahr, auf 2021, verschoben und später bis auf einen Open-Air-Termin komplett abgesagt.
Am 27. März 2020 veröffentlichten sie den Titel Ein Lied für jetzt inklusive Video, in welchem die Band sich mit der COVID-19-Pandemie und deren Auswirkungen auseinandersetzt.
Am 21. August 2020 veröffentlichte die Band eine neue Single unter dem Titel Morgens pauken. Die zweite Singleauskopplung True Romance stieg direkt am 16. Oktober 2020 auf Platz 1 der deutschen Charts ein. Dies ist insgesamt der fünfte Nummer-eins-Hit der die Ärzte in Deutschland.
Am 23. Oktober 2020 erschien ihr dreizehntes Studioalbum mit dem Titel Hell. Am gleichen Abend der Veröffentlichung des neuen Albums traten Die Ärzte als erster Musik-Gast überhaupt in den Tagesthemen auf und spielten eine Version der Tagesthemen-Melodie live und moderierten das „Ärzte Deutsche Fernsehen“ mit den Tagesthemen und Ingo Zamperoni an. Später folgte im Rahmen der Berichterstattung zur prekären wirtschaftlichen Lage der Veranstaltungsbranche, ausgelöst durch die COVID-19-Pandemie, ein Gespräch mit dem Moderator, in dem sie für die wirtschaftliche Unterstützung ihrer Branche plädierten.
Am 19. März 2021 kündigte die Band eine Berlin-Tournee mit dem Titel Berlin Tour MMXXII an, der Vorverkauf startete am 25. März 2021 – die Karten waren nach wenigen Minuten ausverkauft. Rund einen Monat später, am 23. April 2021 wurde eine weitere Open-Air-Tour unter dem Namen Buffalo Bill in Rom Tour 2022 angekündigt, bei der die Ärzte Konzerte in Deutschland, Österreich und der Schweiz spielen. Der Vorverkauf startete am 29. April 2021.
Am 10. Juni 2021 kündigten Die Ärzte ein neues Album mit dem Titel Dunkel an, welches am 24. September 2021 erschien und 19 neue Lieder enthält. Am 10. September erschien bereits die Single-Auskopplung Noise. Als nächste Single wurde am 26. November 2021 der Song Kraft ausgekoppelt. Die letzte, am 29. April erschienene Single des Albums, stellte der Titeltrack Dunkel dar.
Im Zuge der Buffallo Bill in Rom Tour 2022 wurde ein Album unter dem Titel Nummus Cecidit vorgestellt, welches exklusiv als Vinyl oder auf CD vor Ort auf einem der Konzerte erworben werden kann. Das Album enthält je 6 Rockabilly- und Ska-Versionen eigener Songs.
Auf derselben Tour reagierte Farin Urlaub auf den Wunsch von Fans nach dem Lied Elke, indem er den Liedtext als Fatshaming und misogyn bezeichnete und mit der scherzhaften Bemerkung schloss: „Das gehört ins letzte Jahrtausend – wie wir“. Ein kurz darauf veröffentlichter Bild-Artikel sprach von einer „Distanzierung der Band“ gegenüber dem Lied. Der Tagesspiegel kritisierte hingegen, dass die Bild lediglich eine „Cancel-Culture“-Debatte initiieren wolle, besonders vor dem Hintergrund, dass die Band das Lied schon seit Jahren nicht mehr gespielt habe. Die Band reagierte bei einem Konzert in Mannheim mit dem Versprechen, Elke dann zu spielen, wenn „die Bild-Zeitung eingestampft“ werde.
Am 4. April 2024 brachten die Ärzte, obwohl sie eigentlich kein weiteres Lied als Single auskoppeln wollten, das Lied Our Bass Player Hates This Song vom Album Dunkel heraus. Für die Single wurde der Song in Demokratie umbenannt. Die Veröffentlichung steht im direkten Kontext zur im Juni 2024 stattfindenden Europawahl. Am Ende des dazugehörigen Musikvideos werden die Zuschauer aufgerufen, wählen zu gehen, um die Demokratie zu schützen.

## Musikstil und Auftreten
Über die musikalische Einordnung der Berliner Band wird viel gestritten. Was sich sagen lässt, ist, dass ihre Musikrichtung zwischen Punk-Rock und Pop liegt. Zudem wird deutlich, dass die Ärzte musikalisch wie äußerlich neben der „klassischen“ Berliner Punk-Szene auch sehr stark vom damaligen Rockabilly-Boom (für den zu jener Zeit vor allem die Stray Cats standen) inspirieren ließen.
Der Musikstil der Band ist gekennzeichnet durch sehr simple, einprägsame Melodien und Texte, die Albernheit und Ironie enthalten. Gerade spätere Songs sind allerdings teils aufwendig arrangiert und parodieren unterschiedliche musikalische Stile. Zahlreiche Liedtexte zeichnen sich durch Wortwitz oder infantilen Humor aus.

„Selbstironie sollte generell im Leben eine große Rolle spielen.“

Es gibt aber auch Liedtexte mit ernstem Inhalt, die gerade auf den neueren Alben häufiger geworden sind. So singen die Ärzte zum Beispiel auch Balladen und Liebeslieder, die meistens aus der Feder von Farin Urlaub stammen, wobei viele (zum Beispiel Zu spät, Mach die Augen zu, Komm zurück oder Nichts in der Welt) vom Ende einer Beziehung handeln.
Auf die Zensur reagierten sie zum Beispiel mit dem Lied Bitte bitte aus dem Album Das ist nicht die ganze Wahrheit…. Das sollte 1988 eine musikalische Aufarbeitung der Indizierung darstellen. Später schrieben die Ärzte Ein Lied über Zensur und arbeiteten das Thema weiter auf. Live umgehen Die Ärzte das Verbot, die Stücke zu spielen – damals wie heute –, indem sie die Musik spielen und die Fans dazu singen lassen – zumindest bei Geschwisterliebe, das in Hamburg 1988 live mit dem Gesang der Fans aufgezeichnet und als Bonus-Single Der Ritt auf dem Schmetterling dem Livealbum Nach uns die Sintflut in der ersten Auflage beigelegt wurde, damit nicht das ganze Album wegen des Titels indiziert werden konnte.

### Entwicklung
Auf den ersten EPs (Zu Schön um Wahr zu sein und Uns geht’s prima) und Alben (Debil, Im Schatten der Ärzte) hört man deutlich heraus, dass die Ärzte in jener Zeit Popstars imitierten. Die Melodien entsprachen den Liedern, die man zu der damaligen Zeit im Radio hören konnte, sie waren einfach und leicht zu merken. Die Texte waren geprägt durch Humor und Ironie, dabei wurden auch kindisch wirkende Texte benutzt, zum Beispiel bei Teddybär, Paul oder Roter Minirock, teilweise waren sie auch sarkastisch (zum Beispiel Schlaflied).
Mit dem Album Die Ärzte wird dagegen schon deutlich, dass die Band wieder in Richtung Rock ’n’ Roll gehen würde. Die Lieder waren zwar immer noch deutlicher dem Pop-Genre als dem Rock ’n’ Roll zuzuordnen, jedoch waren die Texte ausgereifter und Lieder wie Alleine in der Nacht und Mysteryland vermittelten das Image des dunklen Rock ’n’ Rollers. Zu dieser Entwicklung trug auch Uwe Hoffmann bei, der ab der Folgekompilationen Ist das alles? – 13 Höhepunkte mit den Ärzten bis einschließlich Geräusch alle Ärzte-Alben produzieren sollte.

„Mir waren die Gitarren bei uns immer nicht hart genug gewesen. Und auch Farin fing jetzt an, Heavy Metal zu hören.“

Das letzte Album vor der Trennung, Das ist nicht die ganze Wahrheit…, stellt dann einen deutlichen Schritt in Richtung Rock dar. Gute Zeit und Siegerin lassen den Einfluss durch Belas Nähe zur Band Sodom spüren.
Die Zeit der Trennung hatte durchaus Einfluss auf das Reunion-Werk Die Bestie in Menschengestalt.
Sie und Rod trugen dazu bei, dass es nun mehr ein richtiges Rock-Album war, bei dem man eher sagen konnte, es enthalte Anleihen aus der Popmusik, aber keinesfalls umgekehrt. Hier schlugen die Ärzte auch erstmals auf einem Studioalbum politische Töne an: Mit Schrei nach Liebe schufen sie ein bis heute populäres Lied gegen Neonazis.
Auf Planet Punk tritt deutlich die Gitarre in den Vordergrund. Viele Teile, die normalerweise mit einer akustischen Gitarre gespielt werden würden, wurden hier mit einer E-Gitarre gespielt, wie zum Beispiel bei Die Banane.

„Eine einzige Gitarrenmauer. Hoffmanns Geniestreich!“

Mit dem Samba-Stück Meine Ex(plodierte Freundin) gingen die Ärzte musikalisch wieder einmal einen neuen Weg. Schon für Die Bestie in Menschengestalt hatten sie mit Wenn es Abend wird ein sarkastisches Volkslied mit Blaskapelle aufgenommen.
Musikalisch ausgetobt hat sich die Band beim Konzeptalbum Le Frisur. Es geriet sehr experimentell, was von der Undergroundszene sehr gelobt wurde, allerdings den einen oder anderen Käufer abschreckte.
Mit den regulären Alben 13 und Runter mit den Spendierhosen, Unsichtbarer folgten zwei eher klassische Ärzte-Alben. Hierbei ist noch Männer sind Schweine erwähnenswert, welches der bislang größte Erfolg der Band war. Sehr zum persönlichen Leidwesen wurde es zu einem Dauerspieler in den Radios; als es – entgegen dem Interesse der Band – auch auf dem Oktoberfest und am Ballermann gespielt wurde, wurde entschieden, das Stück nicht mehr live zu spielen.

„Es ist unser missratenes Kind.“

Trotzdem wurde es auf dem zwischen 13 und Runter mit den Spendierhosen, Unsichtbarer veröffentlichten Livealbum Wir wollen nur deine Seele noch einmal in einer Live-Version veröffentlicht. Hierbei spielten die Bläser von den befreundeten The Busters mit.
Geräusch wurde zu einem politisch geprägten Album. Viele Stücke weisen auf Missstände hin (zum Beispiel NichtWissen), andere fordern zum Handeln auf (wie zum Beispiel Deine Schuld).
Jazz ist anders ist dagegen wieder mehr mit Popmusik in Verbindung zu bringen (u. a. durch Himmelblau, Lied vom Scheitern und Perfekt), hat aber auch deutliche Rock-Elemente (wie zum Beispiel Living Hell). Insgesamt ist es, wie schon sein Vorgänger, ernster, gerade auch durch Lieder wie Allein und Vorbei ist Vorbei.
Für die Veröffentlichungen 1, 2, 3, 4 – Bullenstaat! (1994) und 5, 6, 7, 8 – Bullenstaat! (2001) spielten die Ärzte die beiden einzigen reinen Punk-Alben der Band ein, die so jedoch nicht im Handel erhältlich sind. Der Verkauf findet nur über den Fanclub oder auf Konzerten statt.

### Einflüsse
Ihren eigenen Worten zufolge wurden die Ärzte in dieser Zeit von dem Pop der 1950er Jahre und den Comedian Harmonists beeinflusst. Besonders die hintergründigen Reime der Comedian Harmonists waren maßgebend für die Entwicklung der Band. Ebenfalls wesentlichen Einfluss auf die künstlerische Entwicklung der Ärzte hatte Dion and the Belmonts. Hieraus haben die Ärzte damals ihren eigenen choralen Punk-Rock mit harmonischen Melodien und dem Pop entlehnten Harmonien ersonnen. Farin erklärte zudem, dass die Beatles maßgeblich Einfluss auf seine musikalische Entwicklung hatten und ihn auch beim Schreiben seiner Lieder inspirierten.
Einige Lieder der Ärzte stellen auch eine Hommage an musikalische Vorbilder dar; so ist das Lied Am Ende meines Körpers (auf Le Frisur) eine eindeutige Nachahmung des Liedes Astronomy Domine von Pink Floyd. Das Stück Leichenhalle (auf Runter mit den Spendierhosen, Unsichtbarer!) erinnert sehr an den Stil von The Sisters of Mercy. Rods Gesang im Stück Anti-Zombie erinnert nicht zufällig an den Gesang von Glenn Danzig. Auf dem Ramones-Tribut-Sampler Todos Somos Ramones (A Hommage) sind die Ärzte mit Die Wiking-Jugend hat mein Mädchen entführt (Coverversion von The KKK Took My Baby Away) vertreten. Auch das Lied Mein Baby war beim Frisör erinnert stark an das genannte Ramones-Lied.
Des Weiteren sind Bela und Rod große Kiss-Fans.

„Rodrigo und ich sind ’96 nach Castle Donington in England, um Kiss zu sehen. War auch etwas besonderes – ihre erste maskierte Show in Europa seit Ewigkeiten.“

Andererseits haben die Ärzte heutzutage im deutschsprachigen Raum einen deutlichen Einfluss auf viele Jugendliche und ihre Bands. Die Ärzte sind oft mit ein Grund dafür, dass Jugendliche eine Band gründen. Bekannte Beispiele sind die Killerpilze und Halz Maul und Spiel. Beide Gruppen nennen die Ärzte als ihre Vorbilder.

### Verhältnis zum Punk
Mit der Punkszene, aus der die Ärzte ursprünglich kamen, verbindet sie fast nichts mehr. Seit der Bandgründung wird ihnen von der Punkszene oft vorgeworfen, kommerziell geworden zu sein.

„Okay, ich gestehe: Meine Prostata ist verchromt. Erst vergoldet und dann verchromt. Punk ist nur die Idee, die hinter den ‚Ärzten‘ steht. Alles andere machen wir so, wie wir es für richtig halten.“

Leicht abzugrenzen von der Punkszene waren und sind die Ärzte dennoch nicht. Dem Lebensgefühl und der Kleidung nach sind sie dem Punk mehr oder weniger verbunden. Auch die Zusammensetzung der Band aus Gitarre, Schlagzeug und Bass (minimale Instrumentierung) und die Einfachheit der Kompositionen („drei Akkorde“) entspricht der einer Punkband. Als Alkoholverweigerer, Nichtraucher und begeisterter Teetrinker grenzte sich Farin Urlaub allerdings seit Anbeginn vom typischen Lebensstil eines Punks ab.
Vor allem in den 1980er Jahren blieben die Ärzte zum Punkrock deutlich auf Abstand, insbesondere textlich zum politisierten Punk nach damals gängiger Vorstellung. Stattdessen enthielten viele Songs Pop-Anleihen. Beispiele hierfür sind die Ärzte-Titel Teenager Liebe und Teddybär. Wie der bandeigenen Biografie zu entnehmen ist, empfand Farin den Politpunkrock der damaligen Zeit als „Sackgasse, die [ihnen] zu stumpf und der [sie] zu albern waren“, und schlug vor, „dass [sie] Popstars imitieren sollten.“ Außerdem hätten Bela und Farin „mit der Gründung der Ärzte schlagartig das Interesse für Hardcore-Punk verloren“. Durch die bewusste textliche Abgrenzung von den üblichen Punk-Aussagen wurden die Ärzte schnell als Fun-Punk-Band eingeordnet. Der Definition des Fun-Punk nach handelt es sich um eine „lustige Partymusik“, die sich häufig mit absurden Themen, Alkohol-Exzessen oder zynisch-ironischen bzw. sozialkritischen Themen auseinandersetzt. Die Ärzte trieben absurde Inhalte allerdings bis zu Tabubrüchen, was die Indizierung einiger ihrer damaligen Alben und dadurch eine zeitweise Unterbrechung des kommerziellen Erfolgs zufolge hatte.
Die Reunion der Ärzte im Jahr 1993 erfolgte auch aus politischen Motiven. Das erste Album nach der Reunion hat textlich einen linkspolitischen Einschlag, zugleich war die Musik insgesamt härter geworden. Bekannt wurde vor allem der antifaschistische Song Schrei nach Liebe. Zusammen mit Planet Punk und der EP 1, 2, 3, 4 – Bullenstaat! kann man die Musik der Ärzte zumindest in dieser Phase eindeutig dem Punkrock zurechnen. Die Fun-Punk-Elemente gingen jedoch auch zu dieser Zeit nicht verloren. Auf späteren Alben wurde der Sound wieder etwas poppiger, klare Ansagen gegen Nazis kamen aber weiterhin vor, etwa in Ein Sommer nur für mich im Jahr 2000. Zudem wurde 2001 im selben Jahr das Punk-Album 5, 6, 7, 8 – Bullenstaat! veröffentlicht, das jedoch eher als Konzeptalbum und weniger als Selbstverständnis der damals einen eher anderen Stil pflegenden Band aufzufassen ist. Auch in der darauffolgenden Zeit rezitierten die Ärzte den Punk-Begriff eher aus Distanz. Auf dem Album auch aus dem Jahr 2012 wird mit dem Lied Ist das noch Punkrock? kritisiert, dass die Frage, ob die Band (z. B. trotz ihrer Charterfolge) noch der Punkszene angehört, einen zu hohen Stellenwert hat. Das wird anhand eines jungen Mannes dargestellt, der seit einer konventionellen Liebe zu einer Andrea keine Zeit mehr fürs „Saufen“ hat und nicht mehr an Mai-Demonstrationen teilnimmt.

### Live-Auftritte
Die Ärzte spielten bisher rund 800 Konzerte auf insgesamt 24 Tourneen (ohne die Tour als Vorband von Kiss).

„Die standen da und dachten, was machen die da, was sind das für Vögel? Die können ja noch nicht mal ihre Songs, und die Texte vergessen sie auch noch.“

Bei Live-Auftritten interpretieren die Ärzte die auf Platte als Pop-Stück arrangierten Titel in der Regel um einiges punkiger und mitunter entstehen hier ganz neue Interpretationen der Stücke. Besonders unter Fans beliebte Titel werden live durch die Band textlich immer wieder verändert, was der Band bereits in den 1980ern den Ruf einer klassischen Live-Band einbrachte. Beispiele dafür sind Meine Ex(plodierte Freundin), das während der „Jenseits-der-Grenze-des-Zumutbaren“-Tour 2003 in einer Oi!-Version gespielt wurde oder auch die Refrain-Einbindung des Publikums bei Deine Freundin (wäre mir zu anstrengend …).
Der Spaß steht bei Live-Auftritten der Berliner Gruppe im Vordergrund; Mittelpunkt der Auftritte waren – damals wie heute – die Dialoge der beiden Ärzte-Gründer Farin Urlaub und Bela B; die jeweiligen Bassisten Sahnie, Hagen Liebing und Rodrigo González stehen hinter dem Wirken der beiden Protagonisten zurück. Von Seiten der Fans wurde deshalb schon in der Frühzeit immer wieder ein Live-Album gefordert. Dem Drängen wurde nach der Auflösung der Band mit der Veröffentlichung der Live-LP Nach uns die Sintflut nachgegeben.
Änderungen an den Liedtexten seitens Farin und Bela, die die Lieder absurd erscheinen lassen, werden live regelmäßig vorgenommen. Zwei bekannte Beispiele dafür sind Zu spät und Rock Rendezvous. Letzteres wurde – nach Angaben der Band – noch nie mit dem ursprünglichen Text gespielt und sogar im Übungsraum improvisiert. Zu spät hingegen findet live meist vor dem letzten Refrain langwierige textliche Improvisationen, teilweise wird die Perspektive des Textes auch komplett umgekehrt; singt im Original noch der arme Protagonist davon, wie ihn seine Freundin für einen reichen Nebenbuhler verlässt, so handelt die Unplugged-Version auf Rock’n’Roll Realschule hingegen von einem reichen Mann, der seine Freundin an einen Ärmeren verliert.
Bei der Band beliebte stilistische Dekorationselemente der Bühne sind aufblasbare „Gwendoline“-Figuren, die ihrem BDSM-Lied Sweet Sweet Gwendoline aus dem Jahr 1986 entlehnt sind, Lichttafeln sowie Lichteffekte diverser Art. Bei den Liedern Schrei nach Liebe, Geisterhaus und Westerland werden häufig auch pyrotechnische Effekte, wie Stichflammen auf der Bühne, eingesetzt.
Cover-Versionen anderer Bands werden von den ‚Ärzten‘ nur selten gespielt. Dennoch nutzt die Band im Rahmen ihrer eigenen Lieder die Möglichkeit des Zitierens anderer Titel und Künstler. Auch vor Werbefilmchen machen die Ärzte nicht halt (beispielsweise FA-Werbespotanleihen in Zu-spät- oder Popstar-Live-Mitschnitten). Auf allen Live-Platten finden sich Hinweise auf Musik der jeweiligen Zeit. Inwieweit die Ärzte damit anderen Künstlern Tribut zollen oder die Titel ironisieren, ist zumeist nicht bekannt.
Im Gegensatz zu befreundeten Bands wie Die Toten Hosen oder den Beatsteaks sind die Ärzte außerhalb des deutschsprachigen Musikraums weitestgehend unbekannt; Live-Auftritte außerhalb von Deutschland, Österreich und der Schweiz sind daher selten. Dennoch haben die Ärzte im Rahmen ihrer musikalischen Karriere auch Live-Konzerte in Luxemburg, Belgien, Italien, Spanien, Dänemark, Polen, Russland, Tschechien, Ungarn, Uruguay, Argentinien, Chile und Japan gegeben.
Für die Live-Konzerte in Japan wurde unter dem Titel die ärzte ein Best-of der Alben zusammengestellt, die nach Planet Punk veröffentlicht worden waren.

### Gesellschaftliches & politisches Engagement
Auch wenn sich die Ärzte zu ihrer Gründungszeit nicht als eine politische Band identifizierten, äußern und engagieren sie sich vor allem seit ihrer Neugründung 1993 politisch und allgemein gesellschaftlich in verschiedenen Formen, auch außerhalb ihrer Musik.
Nach der Abwahl des rechtspopulistischen Alt-Bundesrats Christoph Blocher in der Schweiz bot die Band ihr neuestes Album Jazz ist anders in der Economy-Version am 13. Dezember 2007 für 24 Stunden für alle Schweizer gratis zum Download an. Voraussetzung für diesen Download war, dass man als wahlberechtigter Schweizer bei den Parlamentswahlen nicht Blocher respektive seine Partei, die SVP, gewählt hatte.
Es gab und gibt verschiedene T-Shirts und Aufnäher mit der Aufschrift „Ärztefans gegen Rechts“ sowie mit anderen Sprüchen und Motiven, die sich klar gegen rechte politische Positionen stellen.
Seit 2007 führen Die Ärzte ihre Tourneen klimaneutral durch, indem sie sämtliche CO2-Emissionen, die bei ihren Tournees anfallen, beispielsweise durch das Pflanzen von Bäumen kompensieren lassen. Bela B und Farin Urlaub bezeichnen sich selbst als Vegetarier und Bela B sagt, dass er dies für die Umwelt tue. Die Ärzte unterstützen die Meeresschutzorganisation Sea Shepherd und luden deren freiwillige Mitarbeiter dazu ein, sie bei ihrer Tournee 2012 zu begleiten. Zu diesem Anlass spielten sie das Lied Rettet die Wale, während auf dem Hauptbildschirm das Sea Shepherd Logo eingeblendet wurde. Weiter unterstützen die Ärzte Viva con Agua und Bela B ist Beiratsmitglied in der NGO Cradle to Cradle.
2021 waren die Ärzte Initiatoren der Kampagne #impfenschützt, in welcher sie dazu aufriefen, sich gegen Covid-19 zu impfen, damit wieder größere Menschenmengen zu Konzerten zusammenkommen könnten. Der Kampagne schlossen sich verschiedene Musiker und Bands an.
Im August 2022 stellten die Ärzte zusammen mit den Toten Hosen insgesamt 4 Open-Air-Konzerte auf dem ehemaligen Flughafen Tempelhof dem Labor Tempelhof zur Verfügung, an dem unter anderem C2C, Loft Concerts und KKT beteiligt sind. Die Konzerte wurden, so weit wie möglich, nach dem Cradle to Cradle Prinzip veranstaltet. Wo dies nicht möglich war, wurden ökologisch nachhaltige Alternativen bemüht. Die Erkenntnisse aus diesen Konzerten flossen am Ende in einen Report ein, sowie in ein Guidebook für die Veranstaltungsbranche, um dabei zu helfen, Konzerte nachhaltiger zu gestalten. Beide Dokumente sind auf der Webseite des Labors frei verfügbar. Im August 2024 sollen wieder drei Konzerte auf dem Flughafen Tempelhof zusammen mit dem Labor Tempelhof veranstaltet werden.
In den Liedern Grotesksong, Baby, Ignorama, Blumen und Abschied setzen sich Die Ärzte mit den Themen Tier- und Umweltschutz auseinander. In dem Lied Abschied, dessen Musikvideo es als Version für Vegetarier und Veganer gibt, heißt es unter anderem: „Los komm, wir sterben endlich aus. Denn das ist besser für die Welt“ oder „Das Anthropozän muss zu Ende gehen“.
2024 riefen de Ärzte im Rahmen der Veröffentlichung ihres Songs Demokratie dazu auf, bei der Europawahl 2024 wählen zu gehen.

### Trivia
Die Musiker bezeichnen sich selbstironisch als „Die Beste Band der Welt“.
Nach der Reunion der Ärzte wurden um sie herum mehrere Unternehmen gegründet, an deren Erfolg die Band maßgeblichen Anteil hat. Die Rote Gourmet Fraktion leitet seit 1993 bei den ‚Ärzten‘ das Catering. Heute kocht die RGF für mehrere Punkbands, die in oder von Deutschland aus auf Tour gehen.
Nach der Reunion 1993 musste auch ein neuer T-Shirt-Verkäufer gefunden werden. Rod stellte der Band Erik Schunder vor, der seitdem zusammen mit dem eigentlichen Merchandiser Jens „Yentz“ Köhler den T-Shirt-Stand leitet. Eigentlich sollte Schunder nur ein Schrei-nach-Liebe-T-Shirt verkaufen, dessen Erlös der Antifa-Gruppe Bensheim zur Verfügung gestellt wurde. Allerdings half Erik Schunder auch Yentz, der oftmals als alleiniger Merchandiser überfordert war. Es kam die Idee auf, die T-Shirts und Bekleidung selbst bedrucken zu lassen. Daraufhin gründeten beide die Deutschrock Merchandise GmbH.
Zur Veröffentlichung des Albums 13 1998 gründeten die Ärzte das Musiklabel Hot Action Records. Auslöser war die Liquidierung der Metronome, dem Label der Ärzte seit der Neugründung 1993. Auf Hot Action Records werden ausschließlich Platten der Ärzte veröffentlicht.
Seit dem 18. Oktober 2005 ist die Marke DIE ÄRZTE im deutschen Markenregister eingetragen.
Am 23. Oktober 2020 traten die Musiker in den Tagesthemen auf und spielten als erste Band jemals das Intro im Studio.
Gwendoline
Gwendoline ist das Maskottchen der Band. Die Figur stammt ursprünglich aus einem Comic mit dem Titel The Adventures Of Sweet Gwendoline von John Willie. Sie wird auch in dem Song Sweet Sweet Gwendoline thematisiert. Das von der Band benutzte Motiv stammt von Schwarwel.
Seit 2000 gibt es zwei überdimensionale Gwendolines, die vor allem bei Freiluftkonzerten die Bühne auf beiden Seiten begrenzen. Zuerst hatte der beauftragte Künstler die Figuren eigenverantwortlich farbig gestaltet. Nachdem auf den Hard Pop Days mit diesen bunten Ausgaben gespielt und ein Hausboot zur Popkomm in Köln mit ihnen geschmückt worden waren, wurden sie ins klassische schwarz-weiße Design umgefärbt.
Schnecki
Seit 2021 ist die von Bela B als Comic-Figur gezeichnete behauste Schnecke mit dem Namen „Schnecki“ neben Gwendoline ein weiteres Bandmaskottchen.
Die Schnecke ist in einer Art Verschmelzung mit der Figur der Gwendoline zu „Gwendoschnecki“ auch als Motiv auf Merchandise-Bekleidung zu sehen.

## Diskografie
Studioalben

| Jahr | Titel Musiklabel Katalog-Nr.                                             | Höchstplatzierung, Gesamtwochen, AuszeichnungChartplatzierungen (Jahr, Titel, Musiklabel Katalog-Nr., Platzierungen, Wochen, Auszeichnungen, Anmerkungen) | Höchstplatzierung, Gesamtwochen, AuszeichnungChartplatzierungen (Jahr, Titel, Musiklabel Katalog-Nr., Platzierungen, Wochen, Auszeichnungen, Anmerkungen) | Höchstplatzierung, Gesamtwochen, AuszeichnungChartplatzierungen (Jahr, Titel, Musiklabel Katalog-Nr., Platzierungen, Wochen, Auszeichnungen, Anmerkungen) | Anmerkungen                                                  |
| Jahr | Titel Musiklabel Katalog-Nr.                                             | DE | AT | CH | Anmerkungen                                                  |
| ---- | ------------------------------------------------------------------------ | --- | --- | --- | ------------------------------------------------------------ |
| 1984 | Debil auch bekannt als: Devil CBS Records 26237                          | DE5 a Gold · (12 Wo.)DE | AT22 a (7 Wo.)AT | CH77 a (1 Wo.)CH | Erstveröffentlichung: November 1984 Verkäufe: + 250.000      |
| 1985 | Im Schatten der Ärzte CBS Records 26727                                  | DE48 Gold · (3 Wo.)DE | — | — | Erstveröffentlichung: 1985 Verkäufe: + 250.000               |
| 1986 | Die Ärzte CBS Records 467218 2                                           | DE7 b (2 Wo.)DE | — | — | Erstveröffentlichung: 1986                                   |
| 1988 | Das ist nicht die ganze Wahrheit … CBS Records 460962 1                  | DE6 Gold · (36 Wo.)DE | AT13 (8 Wo.)AT | — | Erstveröffentlichung: 19. April 1988 Verkäufe: + 250.000     |
| 1993 | Die Bestie in Menschengestalt Metronome 521 017                          | DE2 ×3Dreifachgold · (57 Wo.)DE | AT1 Platin · (33 Wo.)AT | CH8 Gold · (30 Wo.)CH | Erstveröffentlichung: 4. Oktober 1993 Verkäufe: + 825.000    |
| 1995 | Planet Punk Metronome 529 151                                            | DE2 Platin · (44 Wo.)DE | AT3 Gold · (16 Wo.)AT | CH4 Gold · (11 Wo.)CH | Erstveröffentlichung: 15. September 1995 Verkäufe: + 550.000 |
| 1996 | Le Frisur Metronome 531 647                                              | DE3 c (28 Wo.)DE | AT6 (16 Wo.)AT | CH8 (18 Wo.)CH | Erstveröffentlichung: 24. Mai 1996                           |
| 1998 | 13 Hot Action Records 557 160                                            | DE1 Platin · (29 Wo.)DE | AT2 Gold · (16 Wo.)AT | CH1 Gold · (20 Wo.)CH | Erstveröffentlichung: 25. Mai 1998 Verkäufe: + 550.000       |
| 2000 | Runter mit den Spendierhosen, Unsichtbarer! Hot Action Records 549 252-2 | DE1 Platin · (25 Wo.)DE | AT3 (16 Wo.)AT | CH11 (14 Wo.)CH | Erstveröffentlichung: 20. Oktober 2000 Verkäufe: + 300.000   |
| 2003 | Geräusch Hot Action Records 938 998                                      | DE1 ×2Doppelplatin · (48 Wo.)DE | AT2 Gold · (24 Wo.)AT | CH7 (9 Wo.)CH | Erstveröffentlichung: 29. September 2003 Verkäufe: + 415.000 |
| 2007 | Jazz ist anders Hot Action Records 930 018-8                             | DE1 ×4Vierfachplatin · (76 Wo.)DE | AT2 Platin · (66 Wo.)AT | CH2 Gold · (23 Wo.)CH | Erstveröffentlichung: 2. November 2007 Verkäufe: + 835.000   |
| 2012 | auch Hot Action Records 930 0657-9                                       | DE1 Platin · (35 Wo.)DE | AT1 Gold · (23 Wo.)AT | CH1 (18 Wo.)CH | Erstveröffentlichung: 13. April 2012 Verkäufe: + 210.000     |
| 2020 | Hell Hot Action Records 890 1546                                         | DE1 (44 Wo.)DE | AT2 (12 Wo.)AT | CH2 (13 Wo.)CH | Erstveröffentlichung: 23. Oktober 2020                       |
| 2021 | Dunkel Hot Action Records 401958901931                                   | DE1 (43 Wo.)DE | AT1 (9 Wo.)AT | CH1 (11 Wo.)CH | Erstveröffentlichung: 24. September 2021                     |

## Auszeichnungen
1 Live Krone
- 2007: Beste Single (Junge)[121]
- 2008: Lebenswerk[122]

Bravo Otto
- 1988: Rock-Gruppe in „Gold“[123]
- 1995: Band Rock in „Silber“[124]
- 1996: Band Rock in „Bronze“[125]
- 1998: Band Rock in „Bronze“[126]

Comet
- 1996: Video National (Rod Loves You)[127]

Echo Pop
- 2001: Videoclip national (Manchmal haben Frauen…)[128]
- 2005: Musik-DVD-Produktion national/international (Die Band, die sie Pferd nannten)[129]
- 2008: Gruppe des Jahres – Rock/Alternative National[130]
- 2009: Bester Rock / Alternative / Heavy Metal national[131]
- 2014: Musik-DVD-Produktion national/international (Die Nacht der Dämonen)[132]

MTV Europe Music Awards
- 2003: Bester deutscher Act[133]

Preis für Popkultur
- 2021: Lieblingsband (Hell)[134]

World Music Award
- 2008: World’s Best Selling German Artist